# 勝恵子
勝 恵子（かつ けいこ、本名：海老原 恵子 （えびはら けいこ）1966年12月9日 - ）は、日本のフリーアナウンサー。セント・フォース所属。愛媛県松山市出身。兵庫県立神戸高等学校、学習院大学文学部卒。身長158cm、血液型O型。

## 来歴・人物
テレビ朝日『ニュースステーション』でお天気を担当。その後、日本テレビ『ザ・ワイド』、フジテレビ『めざまし天気』のキャスターなどを歴任。
1993年にテレビ朝日スポーツ局記者の小菅聡之（義田貴士の前任としてプロ野球中継のベンチリポートを担当）と結婚するも、2000年離婚。2004年、元『週刊ポスト』編集長の海老原高明と再婚。2006年3月9日、第1子（長男）を出産。産休後の同年6月より仕事に復帰した。この際に産後うつ病を患ったことと、40歳代後半での更年期障害体験を、『読売新聞』土曜夕刊の月替わり連載「一病息災」で2024年3月に明らかにしている。

## 担当番組
報道・情報ワイドショー番組
| 期間          | 期間           | 番組名                                                 | 役職                                          | 備考                                            |
| ------------- | -------------- | ------------------------------------------------------ | --------------------------------------------- | ----------------------------------------------- |
| 1988年10月    | 1994年3月      | ニュースステーション（テレビ朝日）                     | お天気キャスター                              |                                                 |
| 1994年10月    | 1996年3月      | お昼のN天ワイド（テレビ朝日）                          | 本編キャスター兼『ANNニュース』担当キャスター | いずれも月～水曜日担当                          |
| 1997年3月31日 | 1999年3月31日  | ザ・ワイド（読売テレビ・日本テレビ）                   | 司会                                          |                                                 |
| 2000年4月     | 2002年9月      | スーパーJチャンネル（テレビ朝日）                      | 平日サブキャスター                            | 交替制として随時出演                            |
| 2001年4月2日  | 2002年12月25日 | めざまし天気（フジテレビ）                             | 司会                                          | 番組終了まで3ヵ月は、担当曜日を月～水曜日に縮小 |
| 2002年4月     | 2002年9月      | リアルタイム（毎日放送）                               | 司会                                          |                                                 |
| 2002年10月    | 2003年2月      | サタモニ!（毎日放送）                                  | 司会                                          |                                                 |
| 2003年1月6日  | 2003年3月26日  | めざまし新聞（フジテレビ）                             | 司会                                          | 月～水曜日担当                                  |
| 2003年4月2日  | 2003年6月27日  | めざまし新聞for BIZ（フジテレビ）                      | 司会                                          | 水～金曜日担当                                  |
| 2005年4月22日 | 2005年4月22日  | JNNイブニング・ニュース（TBS）                         | 企画レポーター                                |                                                 |
| 2009年4月     | 2012年9月      | ザ・ゴールデンアワー（東京メトロポリタンテレビジョン） | 火・木曜日アシスタント                        |                                                 |

その他
- Jリーグダイジェスト（NHK BS-1）
- 熱闘甲子園（1992年、朝日放送）
- 驚きももの木20世紀（朝日放送、1994年10月 - 1995年3月）
- 賢者の選択（BS朝日）
- ニッポンの頭脳（BS11）
- JAS POP LOUNGE（TOKYO FM）
- 政府インターネットテレビインタビュアー

## 映画
- ガメラ3 邪神覚醒（1999年）：『ザ・ワイド』女性司会者役

## CM
- パパウォッシュ

## 著書
- やっとわかった!わたしの「お金」を殖やす法（アスキー）

## 連載
- 無手勝流対談（『サンデー毎日』）